# Янг, Альберт
Альберт Янг (англ. Albert Young; 28 сентября 1877, Германия — 22 июля 1940, Сан-Франциско) — американский боксёр, чемпион летних Олимпийских игр 1904.
На Играх 1904 в Сент-Луисе Янг соревновался только полусреднем весе до 65,8 кг. Выиграв встречи у Джека Игена и Гарри Спэнджера, он стал чемпионом турнира и получил золотую медаль.